# Nikolaj Oljoenin
Nikolaj Igorjevitsj Oljoenin (Russisch: Николай Игоревич Олюнин) (Krasnojarsk, 23 oktober 1991) is een Russische snowboarder, hij is gespecialiseerd op het onderdeel snowboardcross. Oljoenin vertegenwoordigde zijn vaderland op de Olympische Winterspelen 2014 in Sotsji en op de Olympische Winterspelen 2018 in Pyeongchang.

## Carrière
Tijdens de FIS wereldkampioenschappen snowboarden 2009 in Gangwon eindigde Oljoenin als veertigste op de snowboardcross. Bij zijn wereldbekerdebuut, in september 2009 in Chapelco, scoorde de Rus direct wereldbekerpunten.
Op de FIS wereldkampioenschappen snowboarden 2011 in La Molina eindigde hij als 34e op de snowboardcross. In februari 2011 behaalde Oljoenin in Stoneham zijn eerste toptien klassering in een wereldbekerwedstrijd. Een jaar later stond de Rus in Stoneham voor de eerste maal in zijn carrière op het podium van een wereldbekerwedstrijd. In Stoneham nam hij deel aan de FIS wereldkampioenschappen snowboarden 2013. Op dit toernooi eindigde hij als zeventiende op de snowboardcross. Tijdens de Olympische Winterspelen van 2014 in Sotsji veroverde hij de zilveren medaille op de snowboardcross.
Op de FIS wereldkampioenschappen snowboarden 2015 in Kreischberg eindigde Oljoenin als achttiende op het onderdeel snowboardcross. Op 23 januari 2016 boekte de Rus in Feldberg zijn eerste wereldbekerzege. In de Spaanse Sierra Nevada nam hij deel aan de FIS wereldkampioenschappen snowboarden 2017. Op dit toernooi eindigde hij als zeventiende op de snowboardcross. Tijdens de Olympische Winterspelen van 2018 in Pyeongchang eindigde Oljoenin als elfde op het onderdeel snowboardcross.

## Resultaten

### Olympische Winterspelen
| Jaar | Plaats      | Resultaten         |
| ---- | ----------- | ------------------ |
| 2014 | Sotsji      | Snowboardcross     |
| 2018 | Pyeongchang | 11e Snowboardcross |

### Wereldkampioenschappen
| Jaar | Plaats        | Resultaten         |
| ---- | ------------- | ------------------ |
| 2009 | Gangwon       | 40e Snowboardcross |
| 2011 | La Molina     | 34e Snowboardcross |
| 2013 | Stoneham      | 17e Snowboardcross |
| 2015 | Kreischberg   | 18e Snowboardcross |
| 2017 | Sierra Nevada | 17e Snowboardcross |

### Wereldbeker
Eindklasseringen
| Seizoen   | Algm | SBX   |
| --------- | ---- | ----- |
| 2009/2010 | 198e | 46e   |
| 2010/2011 | 50e  | 23e   |
| 2011/2012 | –    | 10e   |
| 2012/2013 | –    | 28e   |
| 2013/2014 | –    | 9e    |
| 2014/2015 | –    | Brons |
| 2015/2016 | –    | 4e    |
| 2016/2017 | –    | 18e   |
| 2017/2018 | –    | 28e   |

Wereldbekerzeges
| Datum           | Plaats   | Onderdeel      |
| --------------- | -------- | -------------- |
| 23 januari 2016 | Feldberg | Snowboardcross |